# 朝鮮國立交響樂團
朝鮮國立交響樂團（朝鲜语：／），全稱朝鮮民主主義人民共和國國立交響樂團，是朝鮮的國家級交響樂團。前身是1946年8月8日成立的「中央交響樂團」。樂團演繹北朝鮮經典曲目，參與中华人民共和国、日本、德國等國際交流。
朝鮮國立交響樂團在2000年被授予金日成勳章。